# Тастуба
Тастуба (баш. Таҙтүбә) — село в Дуванском районе Республики Башкортостан Российской Федерации. Входит в состав Вознесенского сельсовета. В селе проживают преимущественно русские. Согласно переписи 2020 года население составляло 1087 человек.

## География
Село расположено на реке Картье. Гора Тастуба около села является памятником природы.

### Географическое положение
Расстояние до:
- районного центра (Месягутово): 40 км,
- ближайшей ж/д станции (Сулея): 115 км.

## История
Основано государственными крестьянами из Пермского наместничества на вотчинных землях башкир Сартской волости Троицкого уезда по договору 1787 года о припуске.
В 1795 году в 146 дворах проживало 684 чел., в 1865 в 428 дворах — 2066 человек.  В 1906 г. село учтено вместе с п. Мусихинским (ныне с. Вознесенка). 
Сохранившее здание бывшей купеческой лавки (конец XIX — начало XX вв.) является памятником архитектуры.
В 1970-х годах в деревне снимались многие сцены сериала «Вечный зов».

## Население
| 2002 | 2010  |
| ---- | ----- |
| 1259 | ↘1148 |

## Известные люди
В 1899—1901 гг. окончил двухклассное училище в селе Владимир Тимофеевич Юрезанский (1888—1957) — известный советский писатель, журналист, участник Великой Отечественной войны.

## ЭСБЕ
Тастуба — село Уфимской губернии, Златоустовского уезда. Жит. 3000, церковь, школа, почт. отд. Торговый пункт, базары, мануфактурные и др. лавки.

## Инфраструктура
Крупные предприятия, расположенные в селе: ООО"Золотое руно" и ООО «Халан» (в здании комбикормового завода (ТМКЗ), специализированный овощной сортоиспытательный участок, Средняя школа, детский сад, врачебная амбулатория, дом культуры (здание бывшей Троицкой церкви, 1823, памятник архитектуры), библиотека.
В 1895 году жители занимались земледелием, пчеловодством, извозом. Были церковь, училище, кожевенный, свечной, 2 мыловаренных, 3 маслобойных заведения, 6 водяных мельниц, 17 торговых лавок, почтовая станция; проводились ярмарки.
В 1906 г. зафиксировано 2 церкви (1823 и 1896), 3 церковно-приходские школы, 2-классная министерская школа, земская школа, земская больница, поташный завод, канатное и мыловаренное заведения, 9 водяных мельниц, мануфактурные, бакалейные и галантерейные лавки, хлебозапасный магазин; проводились ярмарки; среди занятий отмечен кустарный промысел.

## Транспорт
Связан автодорогой с райцентром.

## Религия
В селе есть православная церковь Троицы Живоначальной, православная церковь Спаса Нерукотворного Образа, православная часовня Петра и Павла.